# Посёлок Огудневского лесничества
Посёлок Огудневского лесничества — населённый пункт в Щёлковском районе Московской области. Относится к сельскому поселению Огудневское.

## География
Посёлок находится на северо-востоке Московской области, на высоте 172 м над уровнем моря, в зоне умеренно континентального климата с относительно холодной зимой и умеренно тёплым, а иногда и жарким, летом. Расположен в 60 км по прямой от центра Москвы, в 25 км на северо-восток от районного центра — Щёлково — и в 4 км на северо-запад от центра сельского поселения — Огуднево, — на Фряновском шоссе Р110.
Ближайшие города — Красноармейск (7 км по прямой) и Фрязино (28 км по Фряновскому шоссе). Ближайшие сельские населённые пункты — деревни Малые Петрищи и Малые Жеребцы, а также Мосальское.

## История
Началом поселка послужило то, что в 1923 г. был образован общегосударственный лесной фонд, в подразделениях которого (лесничества, объезды, обходы) имелись должности лесничего, помощника лесничего, объездчика и обходчика. На карте 1931 г. это место уже обозначено как дом лесника и лесничество. Появление в последующем посёлка также связано с Постановлениями СНК СССР от 31 июля 1931 года «Об организации лесного хозяйства» : Обязать Наркомзем СССР совместно с СНК союзных республик, в целях сохранности лесов местного значения, установить специальный жёсткий режим вырубки этих лесов, обеспечивающий их восстановление и контроль над их использованием…, ЦИК и СНК СССР от 2 июля 1936 г. «О выделении лесов водоохранной зоны и образовании Главного Управления лесоохраны и лесонасаждений при СНК СССР». С начала 1936 г. был образован Щелковский лесхоз в который вошли лесничества: Фряновское, Огудневское, Воря-Богородское, Гребневское, Свердловское, Чкаловское и Щелковское. С 1944 по 1948 гг. Фряновское лесничество передается Московскому лесотехническому институту (МЛТИ) как учебная база для организации практических занятий со студентами. С 1961 г. учебно-опытный лесхоз МЛТИ и Щелковский лесхоз (в том числе Фряновское лесничество) Московского управления лесного хозяйства объединены и на их основе организован Щелковский учебно-опытный лесхоз МЛТИ. Поселок создавался для размещения рабочих и служащих лесхоза и их семей.
В настоящее время в учебно-опытном лесхозе также проводятся опыты, так в 2011 г. силами добровольцев и сотрудников Гринпис состоялась закладка экспериментальных смешанных лесных культур дуба, сосны, ясеня и вяза на Огудневском участке.
В 1994—2006 годах посёлок относился к Огудневскому сельскому округу.

## Население
| 2002 | 2006 | 2010 |
| ---- | ---- | ---- |
| 33   | ↗41  | ↘27  |

## Транспорт
В посёлке останавливаются автобусы маршрутов № 35 (Щёлково — Фряново) и 335к (Москва — Фряново).

## Достопримечательности
Известно ценителям охоты всего Подмосковья находящееся в поселке Долголуговское охотничье хозяйство Национального Фонда Святого Трифона, председателем которого является Мальчевский А. Р.
Благодаря опытнейшим егерям и охотоведам, которые активно занимаются воспроизводством дикого поголовья, здесь можно добыть и гуся и кабана, и дупеля и утку, куропатку и вальдшнепа. А зимой можно поохотиться на зайца и лису.
В Долголуговском охотничьем хозяйстве можно увидеть диких кабанов в вольере.